# Linea Tees-Exe

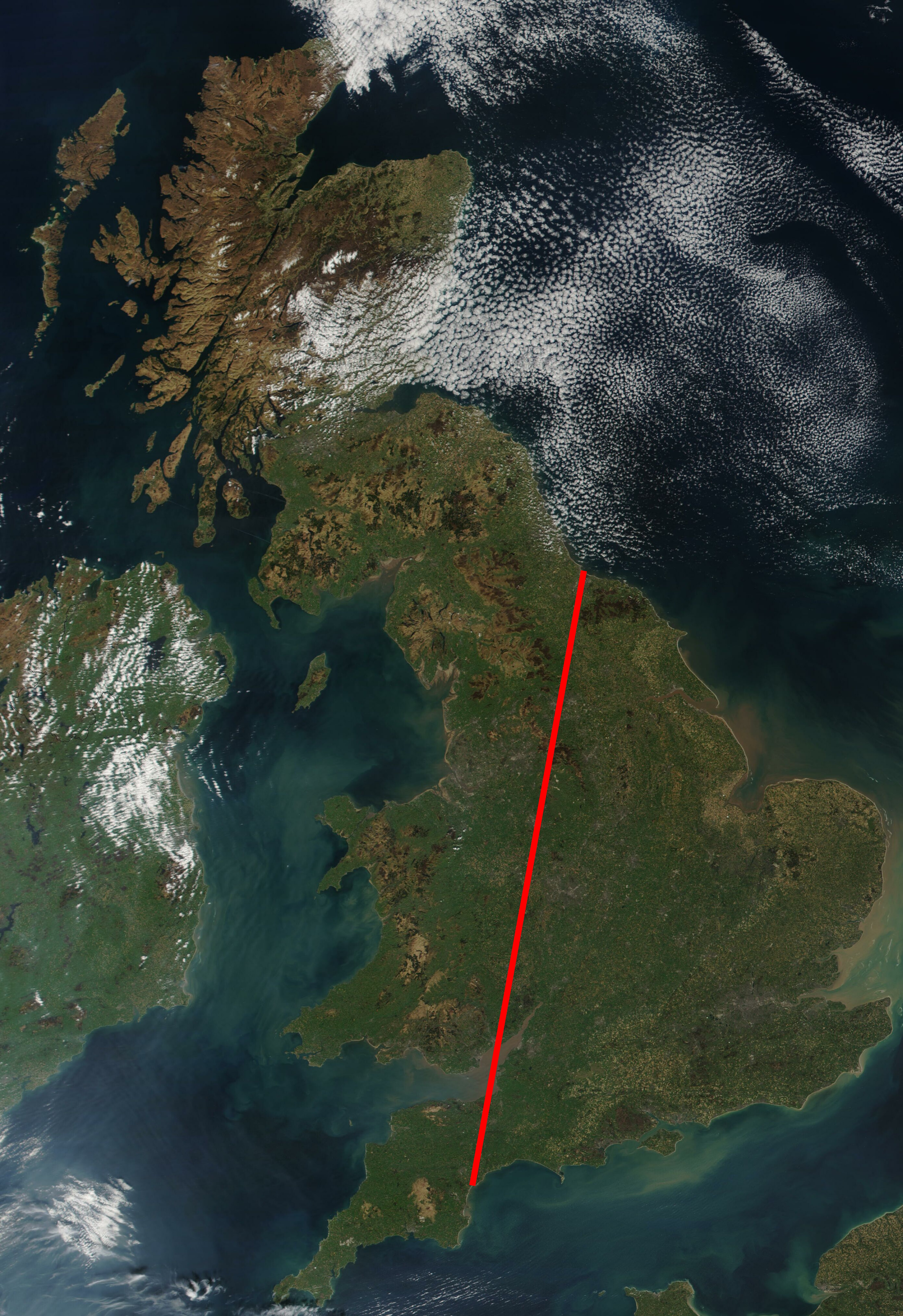
Linea Tees-Exe

La linea Tees-Exe è una linea immaginaria nord-est-sud-ovest che può essere tracciata su una mappa della Gran Bretagna che divide approssimativamente l'isola in regioni di pianura e di montagna.
La linea collega la foce del fiume Tees tra Redcar e Hartlepool nel nord-est dell'Inghilterra con la foce del fiume Exe nel Devon nel sud-ovest. A sud ed est di questa linea il paesaggio, pur non essendo sempre pianeggiante, è certamente più basso ed è caratterizzato da rocce sedimentarie pianeggianti o leggermente inclinate o ripiegate. A nord e ad ovest di questa linea si trovano le rocce più antiche, generalmente più dure, comprese le rocce ignee e metamorfiche e le arenarie e i calcari del Paleozoico e Precambriano che di solito si distinguono come aree montuose. Anche le aree a nord e ad ovest della linea hanno un clima generalmente più umido rispetto alle aree a est e sud.
Altre linee immaginarie possono essere tracciate, per scopi simili, tra l'estuario del Severn e il Wash, e tra il Severn e la foce del fiume Trent. Il percorso Cross Country segue la linea ferroviaria per la maggior parte della lunghezza.